# مارك فورسيث (منافس ألعاب قوى)
مارك فورسيث (بالإنجليزية: Mark Forsythe)‏ هو منافس ألعاب قوى بريطاني، ولد في 10 أغسطس 1965.

## وصلات خارجية
- مارك فورسيث على موقع الاتحاد الدولي لألعاب القوى (الإنجليزية)
- مارك فورسيث على موقع أوليمبيديا (الإنجليزية)
- مارك فورسيث على موقع اللجنة الأولمبية البريطانية (الإنجليزية)